# Étoile guide laser

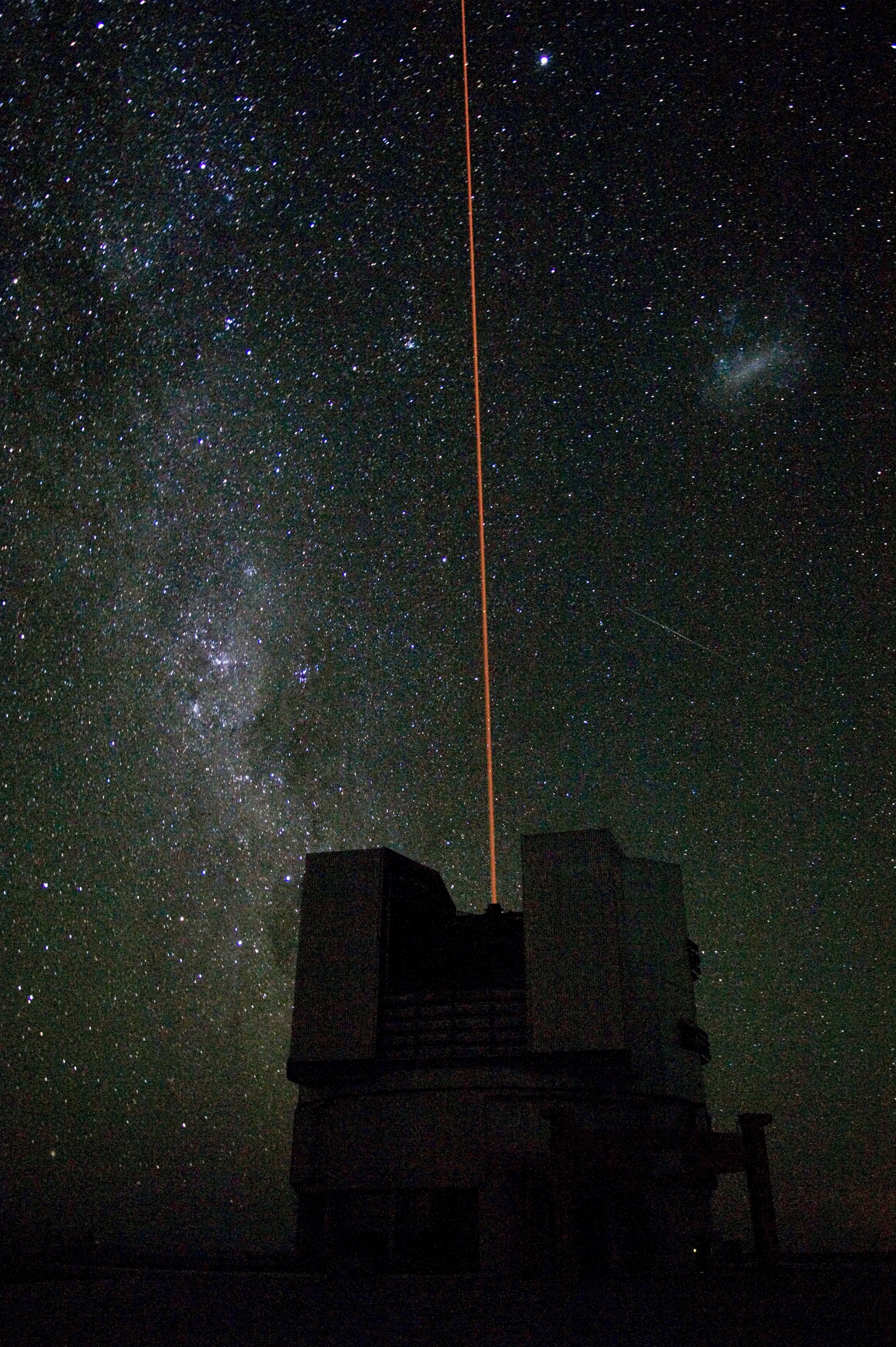
L'étoile guide laser installée au Very Large Telescope. Source : Observatoire européen austral.

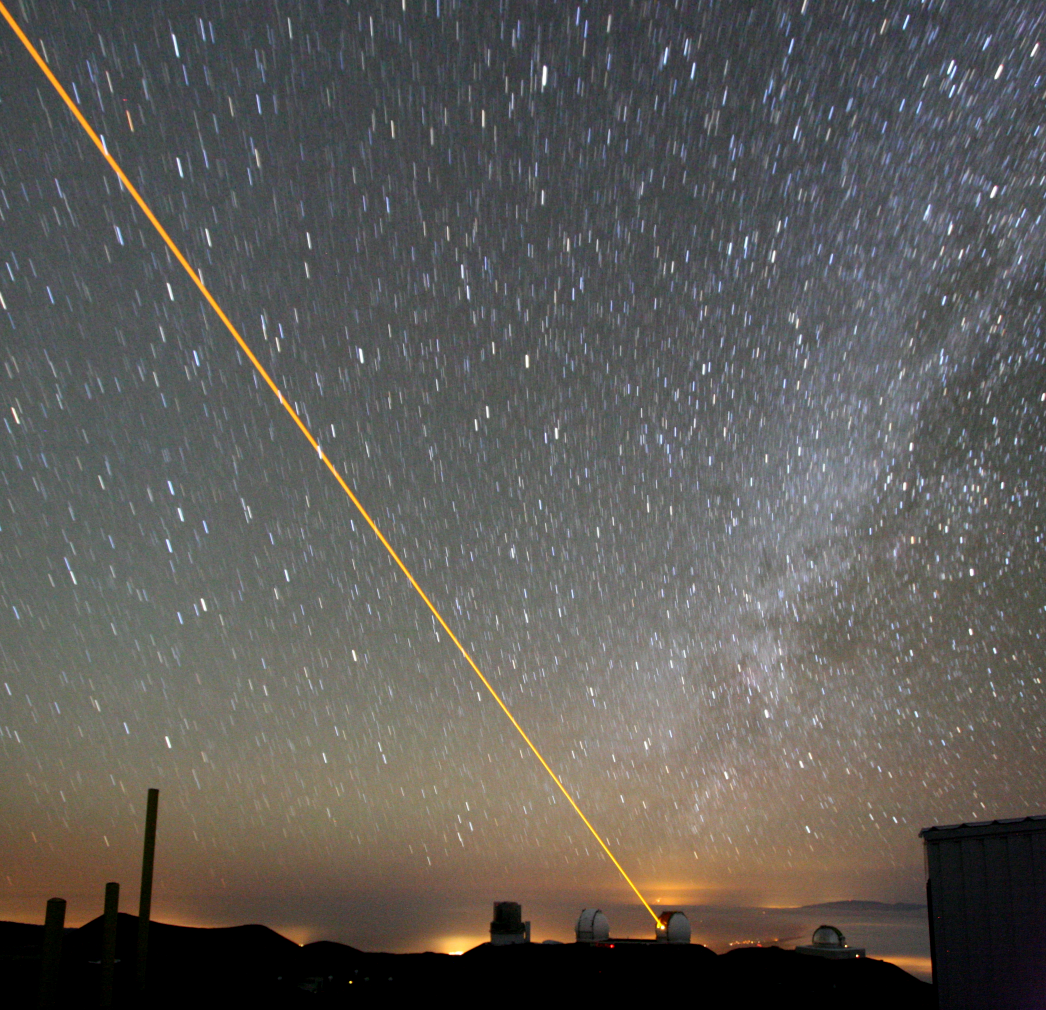
L'étoile guide laser de l'observatoire Keck fonctionne par fluorescence des atomes de sodium dans la mésosphère.

En astronomie, une étoile guide laser, parfois abrégée en étoile laser, est un système qui utilise un laser pour créer une étoile guide lors des observations, c'est-à-dire une étoile brillante artificielle, dans le champ des observations, permettant d'utiliser l'optique adaptative. Cette étoile est obtenue quand le laser excite les atomes de sodium de la couche de sodium. Ces atomes ont une très intense bande d'émission dans le jaune orange (doublet jaune des raies D du sodium à ~ 590 nm). Sans cette étoile artificielle, l'utilisation de l'optique adaptative dépendait de la proximité d'une étoile brillante avec l'objet observé. Une étoile guide laser a été installée sur Yepun, le quatrième télescope du Very Large Telescope, sur le Cerro Paranal, au Chili. L'observatoire Keck à Hawaii possède également une étoile guide laser.

## Précautions nécessaires
Le laser utilisé est un laser puissant afin d'exciter les couches de sodium de la mésosphère, située bien au-delà de l'altitude des vols longs-courriers. Il est donc impératif d'éviter que les avions (civils ou militaires) passant au-dessus des observatoires dotés de telles étoiles guides soient illuminés par celui-ci. Les télescopes équipés d'étoile guide laser sont aussi équipés de systèmes de détection des avions qui coupent le faisceau laser lorsqu'un avion risque d'être illuminé. Ces systèmes de détection se résument souvent à un poste de surveillance tenu par un duo de techniciens qui surveillent le ciel.